# Kuala Lumpur
Kuala Lumpur glavni i najveći je grad Malezije, države smještene u srcu jugoistočne Azije.
Ima oko 1.800.000 stanovnika dok u metropolitanskom području živi oko 6.900.000 stanovnika.
Miješaju se stari i novi stilovi građevina. Kuala Lumpur i njegova okolica obogatili su se na nafti, kositru i palminom ulju. Malezija je najveći svjetski proizvođač palme uljarice. Nekada davno na području Malezije nalazile su se drevne države Ligor, Langkasuka i Takkada. Povijest Kuala Lumpura počinje 1857. godine, kada je 87 kineskih rudara krenulo uzvodno po rijeci Klang u potragu za kositrom. Kuala Lumpur je upravo zbog izražene etničke i religijske različitosti dobio status federalnog teritorija.

## Galerija
- Petronas Twin Towers, jedna od najviših zgrada na svijetu
- Nacionalni muzej
- Centralna tržnica
- Kuala Lumpur, noćna panorama

## Vanjske poveznice
- Službena stranica   Arhivirana inačica izvorne stranice od 7. svibnja 2007. (Wayback Machine)